# سيرجيو سوزا (دراج)
سيرجيو سوزا (بالبرتغالية: Sérgio Sousa‏) هو دراج برتغالي، ولد في 11 أكتوبر 1983 في سانتو تريسو في البرتغال.

## وصلات خارجية
- سيرجيو سوزا على موقع الاتحاد الدولي للدراجات (الإنجليزية)
- سيرجيو سوزا على موقع أرشيف الدراجات (الإنجليزية)
- سيرجيو سوزا على موقع إحصائيات الدراجات الإحترافية (الإنجليزية)
- سيرجيو سوزا على موقع نسبة الدراجات (الإنجليزية)